# Sedgley
Sedgley – miasto w Anglii, w hrabstwie ceremonialnym West Midlands, w dystrykcie metropolitalnym Dudley. Leży 17 km na północny zachód od miasta Birmingham i 179 km na północny zachód od Londynu.